# NR5A1
El gen NR5A1 o (nuclear receptor subfamily 5 group A member 1) humano, (también conocido como ELP, SF1, FTZ1, POF7, AD4BP, SPGF8, SRXX4, SRXY3, hSF-1) contiene las instrucciones para producir un factor de transcripción llamado factor esteroidogénico 1, que es la proteína que controla la activación de múltiples otros genes relacionados con el desarrollo de las gónadas, glándulas suprarrenales y hormonas sexuales.
Está ubicado en el brazo largo del cromosoma 9 en posición 33.3 (9q33.3).
Mutaciones en NR5A1 pueden causar el llamado síndrome de Swyer, producir infertilidad por falla ovárica prematura o espermatogénesis fallida, insuficiencia adrenal.
Los tejidos en los que se encuentra mayormente expresado es en la corteza de las glándulas supra renales, en los ovarios, testículos y el bazo.

## Ortólogos
| Identificador Ensembl                                                                                                | Organismo              | Longitud de su proteína |
| --- | ---------------------- | ----------------------- |
| MGP_SPRETEiJ_G0024447                                                                                                | Mus spretus            | 462 aminoácidos         |
| ENSMMUG00000014111                                                                                                   | Macaca mulatta         | 461 aminoácidos         |
| ENSSSCG00000005588                                                                                                   | Sus scrofa             | 461 aminoácidos         |
| ENSAMEG00000011166                                                                                                   | Ailuropoda melanoleuca | 465 aminoácidos         |
| ENSBTAG00000009017                                                                                                   | Bos taurus             | 461 aminoácidos         |
| ENSMUSG00000026751                                                                                                   | Mus musculus           | 462 aminoácidos         |
| ENSECAG00000013752                                                                                                   | Equus caballus         | 358 aminoácidos         |
| ENSMAUG00000011097                                                                                                   | Mesocricetus auratus   | 252 aminoácidos         |
| ENSCAFG00000023086 (enlace roto disponible en Internet Archive; véase el historial, la primera versión y la última). | Canis lupus familiaris | 382 aminoácidos         |
| ENSPFOG00000023617                                                                                                   | Poecilia formosa       | 486 aminoácidos         |

## STF1
Factor transcripcional que se une al promotor transcripcional de los genes esteroidogénicos P450 (CYP11A1, CYP11B1, CYP11B2) también se le es conocida como SF1, hSF1, Adrenal 4-binding protein, Fushi tarazu factor homolog 1, Nuclear receptor subfamily 5 group A member 1, Steroid hormone receptor Ad4BP.

### Estructura
Es una proteína constituida por 461 aminoácidos y tiene un peso molecular de 51636 Da, su estructura secundaria está constituida mayormente por alfa hélices y pocas láminas beta.
Consta de tres sitios de unión:
1. Sitio de unión al ADN en la posición 341
2. Dedo de zinc en la posición 436
3. Dedo de zinc en la posición 440[7]

### Isoformas
| Identificador | Número de aminoácidos | Organismo en la que se identificó |
| Q13285        | 461                   | Homo sapiens                      |
| F1DAM0        | 421                   | Homo sapiens                      |
| Q5T6F7        | 245                   | Homo sapiens                      |
| Q5T6F6        | 177                   | Homo sapiens                      |

Es posible acetilar a STF1 in vivo y también in vitro, como resultado aumenta su actividad transcripcional.

### Ubicación en la célula
STF1 al ser un factor de transcripción se encuentra casi  en su totalidad en el núcleo y pobremente en la mitocondria para poder cumplir su función de unirse al ADN.

## Función
El gen NR5A1 contiene las instrucciones para producir un factor transcripcional. Un factor transcripcional es una proteína que se une a ciertas secciones específicas del ADN regulando así su transcripción a RNA mensajero. Este factor en específico se une al promotor de varios genes estereofónicos como por ejemplo CYP11A1, CYP11B1, CYP11B2 y StAR. También puede formar un complejo con la proteína Y de determinación sexual para regular la expresión del gen Sox9 y juntos regular al gen AMH.

### StAR
StAR codifica para una proteína que favorece la formación hormonas esteroides transportando el colesterol desde la membrana mitocondrial externa hasta la membrana mitocondrial interna.

### CYP11A1
CYP11A1 codifican para una enzima involucrada en el metabolismo  y síntesis de colesterol y otros lípidos. Esta enzima se localiza en la membrana interna mitocondrial y favorece la transformación de colesterol en pregnenolona (hormona esteroide).

### CYP11B1
Codifican para una enzima involucrada en el metabolismo de medicamentos y síntesis de colesterol y otros lípidos. Esta enzima se localiza en la membrana interna mitocondrial y favorece la transformación de progesterona en cortisol (ambas hormonas esteroides) en las glándulas suprarrenales.

### Sox9
Codifica para una proteína que se une al ADN y junto con STF1 regulan la expresión del gen AMH cuando se están diferenciando los condrocitos (células del cartílago), la falta de STF1 produce una mala regulación de AMH y por lo tanto una mala formación esquelética.

## Interacciones con otros genes[9][17]
- NR0B2
- PPARGC1A
- NCOA2
- DGKQ
- CDK7.

## Relevancia Clínica

### Reversión sexual 46,XX 4
Es un trastorno de desarrollo sexual que se caracteriza por la presencia de tejido testicular y ovárico, histológicamente confirmado, en un individuo con un cariotipo 46,XX (región de determinación sexual SRY negativa). Se presenta en aproximadamente 1/20.000 nacimientos. Su diagnóstico se suele realizar durante el periodo neonatal debido a la presencia de genitales atípicos.  
Existe la posibilidad de que la enfermedad se manifieste durante la pubertad. Los signos son: dolor en el abdomen inferior, ginecomastia, hernias inguinales, tumor inguinoescrotal, criptorquidia o amenorrea/hematuria periódica según la asignación de sexo. Los individuos más afectados tienen genitales femeninos internos (útero, hemiútero o útero rudimentario). El desarrollo de los genitales externos va de genitales aparentes femeninos, a masculinos con rafe peneano corto e hipospadias. En casos raros, los pacientes tienen un pene masculino normal o casi normal y ovotestes bilaterales descendidos (gónadas que contienen elementos ováricos y testiculares). Las configuraciones gonadales varían. La infertilidad es habitual en hombres, mientras que las mujeres tienen cierto potencial de fertilidad.

#### Relación a NRA51
En 5 pacientes de 4 familias no relacionadas con 46, XX inversión sexual (SRXX4),se identificó una transición  en el gen NR5A1 que resultó en una sustitución arg-a-trp en el codón 92 (R92W). En 1 de estas familias, una hermana tuvo una reversión sexual de 46, XY (SRXY3; 612965) debido a la misma variante. En 2 familias, la variante fue heredada por la madre, en 1 se produjo como un evento de novo, y en 1 familia la mutación no estaba presente en el padre, pero la madre había fallecido y no había ADN disponible.
En 3 probandos (personas iniciales en el estudio genético de una familia) no relacionados con 46, XX (ovo) trastorno testicular del desarrollo sexual (DSD), Baetens et al. (2017) encontraron una transición en el exón 4 del gen NR5A1 que dio como resultado una sustitución de R92W en la proteína. Varias familiares de primer grado no afectadas de los probandos de cada una de las familias también portaban esta mutación, lo que sugiere que esta variante es débilmente penetrante.

### Síndrome de Swyer
El síndrome de Swyer es una condición que afecta el desarrollo y diferenciación sexual, aproximadamente este síndrome lo padecen 1/80000 personas. Cada célula del cuerpo humano suele contener 46 cromosomas, el fenotipo sexual de un individuo está dado por la información genética que se encuentra en los cromosomas sexuales, el denominado par 23 de cromosomas en el cariotipo del individuo. Personas afectados por el síndrome de Swyer suelen presentar genitales femeninos o genitales no del todo definidos entre masculinos y femeninos. Normalmente, en estos casos tanto el útero como las trompas de falopio se encuentran en buenas condiciones pero las gónadas no son funcionales y ese tejido puede llegar a desarrollar cáncer por lo que es removido temprano en la vida del afectado. Aunque sea imposible producir óvulos, si se padece del síndrome, es posible tener una fecundación in vitro.

#### Genes relacionados con el síndrome de Swyer
- NR5A1:[1][22] Instrucciones para producir el factor esteroidogénico 1 (SF1) que es un factor transcripcional para regular la actividad de otros genes relacionados al desarrollo sexual.
- SRY:[23][22] Instrucciones para producir la proteína Y de determinación sexual.
- MAP3K1:[24][22] Regula la diferenciación sexual en el embrión.
- DHH:[25][22] Instrucciones para una proteína que ayuda a la diferenciación de múltiples tejidos.

## Historia

### Parker K.L. et al - 1991. "Un promotor común para 3 enzimas esteroidogénicas"
Al analizar tres enzimas citocromo P450 (cholesterol side-chain cleavage enzyme (SCC), steroid 21-hydroxylase (21-OHase), and steroid 11 beta-hydroxylase (11 beta-OHase)), requeridas en la biosíntesis de corticosteroides se detectaron 6 elementos que contenían variaciones del motivo AGGTC conocido por regular la expresión de las células adrenocorticales Y1. Con base en los siguientes experimentos se demostró que dichos elementos interactuaban con los misma o parecida proteína(s) de unión al DNA. 
- Sobre estos elementos se formaron complejos de similar tamaño analizado por electroforesis.
- Al hacer experimentos con inhibidores competitivos encontraron especificidades parecidas o idénticas entre los complejos proteicos formados.

Estos resultaron y la presencia del motivo AGGTCA, elemento afín para un gran número de receptores nucleares de hormona, concluyeron la existencia de una proteína putativa de la receptora nuclear de hormona que también regulaba expresión de enzimas adrenales esteroidogénicas.

### Morohashi K. et al - 1992. "Un factor de transcripción común para genes esteroidogénicos"
Previos estudios de CYP11B1 revelaron 6 elementos implicados en su regulación (Ad1, Ad2, Ad3, Ad4, Ad5, y Ad6). De ellos Ad4 era un elemento equivalente a elementos en las secuencias promotoras de proteínas esteroidogénicas P450, consecuentemente elemento positivo de transcripción que podía ser estimulado por la adición de cAMP. Su proteína de unión al DNA fue purificada de la corteza  suprarrenal ("adrenales") bovina y nombrada Ad4BP (Ad4Binding-Proteín). 
Con una masa molecular estimada de 53kDa, que se obtuvo con una electroforesis de poliacrilamida en gel, se descubrió que cada gen esteroidogénico P450 examinado tenía un elemento (secuencia) de unión a Ad4BP. 
La expresión de Ad4BP se examinó con células de la corteza suprarrenal y varias otras células esteroidogénicas y no esteroidogénicas. Solo las células esteroidogénicas, las células de la granulosa del ovario bovino y las células I-10 derivadas de las células de Leydig de ratón expresaron la actividad de unión al sitio Ad4. Esto sugirió que Ad4BP es un factor de transcripción indispensable en la expresión de genes esteroidogénicos.

### Parker K.L. et al - 1994. "Un receptor nuclear es esencial para el desarrollo suprarrenal y gonadal"
Un gran avance en la comprensión de los procesos in vivo implicados por este gen se lograron con la deleción de la secuencia codificante para Ad4BP, para este entonces conocida ya como Steroidigenic Factor 1 (SF1). Este estudio fue realizado en ratones, y se encontró que aquellos sin SF1 se desarrollaban normalmente en el útero, pero moran al día 8 post-natal; carecían de glándulas suprarrenales y gónadas, con una gran deficiencia de corticosterona, lo que reafirmaba su posible causa de muerte: insuficiencia adrenal.